# تامي بوند
تامي بوند من مواليد عام (1963 أو 1964)، هي أستاذة في الهندسة المدنية والبيئية في جامعة إلينوي، وأستاذة مشاركة في علوم الغلاف الجوي. ركزت بوند في دراستها على تأثير الكربون الأسود أو السناج على الغلاف الجوي. كما أنها حصلت على زمالة ماكارثر في عام 2014.

## التعليم
تلقت تامي بوند درجة البكالوريوس للعلوم في الهندسة الميكانيكية من جامعة واشنطن في عام 1993. تابعت الدراسات العليا في جامعة كاليفورنيا في بركلي، حيث حصلت منها على درجة الماجستير في علوم الهندسة في عام 1995، وركزت على الاحتراق. أكملت في عام 2000 دراستها بهدف الحصول على درجة دكتوراه الفلسفة متعددة الاختصاصات في علوم الغلاف الجوي والهندسة المدنية والهندسة الميكانيكية من جامعة واشنطن أيضاً.

## المسيرة المهنية
تعطي بوند دروساً في الإحصاء والطاقة والبيئة لطلاب المرحلة الجامعية، ودروساً في مراقبة جودة الهواء لطلاب الدراسات العليا.
أجابت بوند عند سؤالها عن سبب اهتمامها بالهندسة قائلة «لقد كنت فقيرة وامتلكت سيارة محطمة، فكان لا بد لي من إصلاحها، وعلى الرغم من أنه أمر محبط إلا أنني شعرت بالرضا». 
تدربت في آخر الثمانينات ضمن متجر لإصلاح السيارات، حيث أنها كانت فضولية دائماً حول كيفية صنع السيارات، وأرادت أن تعرف المزيد عن تصميمها ليس بغية إصلاحها فقط، بل من أجل العمل على تحسينها حتى. مما أدى بها في نهاية المطاف إلى دراسة الهندسة. 
وفقاً لمؤسسة ماكارثر، فقد قدمت بوند المعلومات الأكثر دقةً عن التلوث بالكربون الأسود وعن تأثيراته في عام 2014، من خلال مختبرها والأبحاث الميدانية التي أجرتها لتحديد مصادر وآثار الكربون الأسود وخصائصه البصرية والفيزيائية في الغلاف الجوي. عبرت بوند عن اهتمامها بجعل أبحاثها متمحورة حول إحداث فرق في حياة الأفراد العملية.

## الجوائز
إضافةً إلى حصولها على زمالة ماكارثر في عام 2014، عندما كانت تبلغ الخمسين من العمر، عُينت بوند باحثة في جامعة إلينوي (2012-2015)، وحصلت على منحة مقدمة من مؤسسة العلوم الوطنية، وجائزة ناومن لأعضاء هيئة التدريس. كما حصلت أيضاً على جائزة كلية زيروكس ومركز الدراسات المتقدمة لمنحة جامعة إلينوي. وعملت في اللجنة الأكاديمية الوطنية للعلوم أجل مستقبل الكيمياء في الغلاف الجوي، كما أنها كانت مسؤولة عن مجموعة عمل المنظمة الدولية للمعايير فيما يتعلق بمواقد الطبخ النظيفة وتقديم الحلول لأجل الطهي النظيف.

## المناصب

### المراكز الأكاديمية
- أستاذ مساعد مشارك، جامعة واشنطن، 2000- 2001
- أستاذ مشارك، جامعة إلينوي في أوربانا من مقاطعة شامبين، علوم الغلاف الجوي، منذ عام 2007
- أستاذ مساعد، جامعة إلينوي في أوربانا- شامبين، الهندسة المدنية والبيئية، 2003 – 2009
- أستاذ زائر أعلى، جامعة تسينغ- هوا، مركز علوم نظام الأرض، 2011- 2012
- أستاذ مشارك، جامعة إلينوي في أوربانا – شامبين، الهندسة المدنية والبيئية، 2009- 2014
- أستاذ مشارك، جامعة بكين للتكنولوجيا الكيميائية، منذ عام 2018
- أستاذة زائر في ليفر هوام، جامعة ليدز، 2018- 2019
- أستاذ مشارك، جامعة إلينوي في أوربانا – شامبين، الهندسة المدنية والبيئية، منذ عام 2015

### تحرير المجلات
- ضيف محرر، كيمياء وفيزياء الغلاف الجوي، العدد الخاص بمنظمة كيرز، 2012، تقييم الانبعاثات شرق آسيا، منذ عام 2013
- علم الهباء الجوي والتكنولوجيا، محرر مشارك، من نيسان عام 2009 وحتى نيسان من عام 2013
- كيمياء الغلاف الجوي والفيزياء، محرر مشارك، من آذار 2008 وحتى كانون الأول 2009

### الجمعيات المهنية
- ISO (المنظمة الدولية للمعايير) ، اللجنة الفنية TC/ 285 من أجل مواقد الطهي النظيفة وحلول الطبخ النظيف، فريق عمل الإطار المفاهيمي، كانت بوند منظم الاجتماعات بين عامي 2014- 2017
- التحالف العالمي لمواقد الطهي النظيفة، رئيس مشارك لفريق العمل المعني بالمعايير والاختبارات، 2010- 2012، المجلس الاستشاري للبيئة والمناخ، 2015- 2018
- لجنة الكيمياء الجوية والتلوث العالمي، عضو فيها بين عامي 2006- 2010 (CACGP وهي لجنة فرعية تابعة للرابطة الدولية لعلوم الأرصاد الجوية، ضمن الاتحاد الدولي لعلم تقسيم الأرض وعلم فيزياء الأرض، وجميع هيئات الأمم المتحدة). وهي واحدة من ثلاثة أعضاء أمريكيين انتخبوا لهذه اللجنة المؤلفة من 20 عضواً
- المهندسون في فرص الخدمة التقنية والإنسانية (ETHOS)، عضو في مجلس الإدارة بين عامي 2004- 2006، ورئيس للجنة الفنية المسؤولة عن اختبار مواقد الطهي بين عامي 2007- 2010، وكانت عضواً في الرابطة الأمريكية لأبحاث الهباء الجوي منذ عام 1998، ورئيساً للجلسات التي عقدت في شباط من عام 2005 وتشرين الأول من عام 2008، وأيلول من عام 2013
- عضو في الاتحاد الأمريكي لعلم فيزياء الأرض، ورئيس للجلسات التي عقدت في كانون الأول من عامي 2004 و2006، ومحاضر في الجلسات التي أقيمت في أيار من عام 2007، وكانون الأول من عام 2016

### الخدمة في لجان الأقسام
- رئيس لمجموعة الهندسة والعلوم البيئية، (2015- 2017)
- عضو في لجنة البحث وفي إدارة الإنشاءات، 2008-2009، وفي الكلية العامة في كل من عام 2010 و2013 و2014
- عضو في لجنة البحث إلى جانب كونها رئيس القسم في كل من عامي 2009 و2014
- عضو في لجنة المناهج في الهندسة المدنية والبيئية 2006- 2009، ثم من عام 2017 وحتى الآن

### الخدمة في لجان الكلية
- لجنة التنوع والاندماج في كلية الهندسة، 2017-2018
- لجنة البيانات الضخمة GEBI، 2015-2016
- اللجنة المخصصة للطاقة والاستدامة البيئية، من شهر كانون الثاني وحتى شهر آيار من عام 2007

### أعمال مختارة
- الحد من دور الكربون الأسود في النظام المناخي، لتامي بوند مع 30 مؤلفاً مشاركاً
- وصف احتراق الوقود الحيوي مع أنماط من بيانات الانبعاثات في وقتها الفعلي (PaRTED)، لكل من يانجو تشن وكريستوف أ. رودن وتامي سي بوند